# Przęsocin
Przęsocin (en allemand Neuendorf) est un village de la Voïvodie de Poméranie-Occidentale, Powiat de Police, Gmina Police, en Pologne.
Le village de Trzebież se situe en Poméranie occidentale, en Wkrzańska Naturalité, à 4 km de la Vieille ville de Police.
- Église à Przęsocin (XVe siècle)

## Nature
- Wkrzańska Naturalité

## Villes importantes proches
- Police (Pologne)
- Szczecin